# Ligne de trolleybus 22 (Liège)
La ligne 22 est une ancienne ligne du trolleybus de Liège qui reliait Liège à Liège (Burenville) entre 1934 et 1968.

## Histoire
1934 : mise en service sous l'indice 22 entre la place de la Cathédrale à Liège et Liège (Burenville) Rue Delchef.
1968 : suppression, remplacement par une ligne d'autobus sous le même indice.

### Monographies
- Jean-Géry Godeaux, Les tramways au pays de Liège, t. 3 : Liège aux fils des trolleybus, Groupement belge pour la promotion et l'exploitation touristique du transport ferroviaire (GTF), 2001, 490 p.